# بهداشت روانی

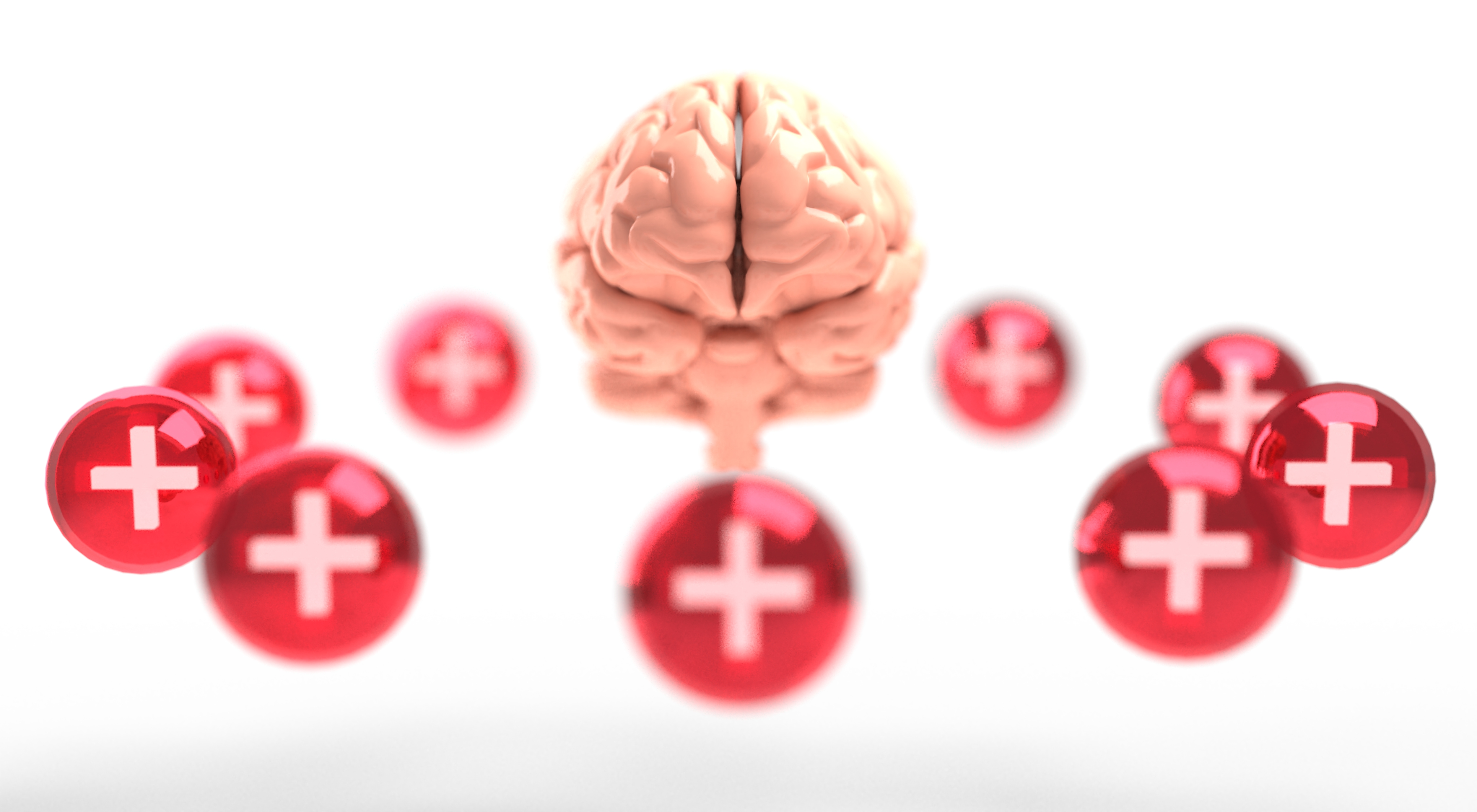
تصویر مفهومی از سلامت روان

بهداشت روانی یا سلامت روان به معنی وجود بهزیستی روانشناختی یا عدم وجود بیماری روانی است. وضعیت سلامت روان به کسی گفته می‌شود که عملکردش «در سطح قابل قبولی از تنظیم عاطفی و رفتاری» باشد. از دیدگاه روان‌شناسی مثبت‌گرا یا کل‌نگر، سلامت روان شامل توانایی فرد در لذت بردن از زندگی و ایجاد تعادل بین فعالیت‌های زندگی و تلاش برای دستیابی به تاب‌آوری روان‌شناختی است. طبق نظر سازمان بهداشت جهانی (WHO)، سلامت روان شامل «بهزیستی ذهنی، خودکارآمدی ادراک‌شده، خودمختاری، توانمندی، وابستگی بین نسلی و خود شکوفایی توانایی‌های فکری و عاطفی فرد و همچنین موارد دیگر است». سازمان جهانی بهداشت به علاوه اظهار می‌دارد که بهزیستی فرد در تحقق بخشیدن به توانایی‌های خود، مقابله با فشارهای عادی زندگی، کار مولد و ایفای نقش در اجتماع است. تفاوت‌های فرهنگی، ارزیابی‌های ذهنی و نظریه‌های تخصصی مختلف، همه بر چگونگی تعریف «سلامت روان» تأثیر می‌گذارد.
سلامت روانی به تنهایی وجود ندارد. سلامت روانی بخش اساسی‌ای از سلامت کلی است که می‌تواند به حداقل سه صورت: ۱) نبود بیماری، ۲) حالتی که به انسان امکان انجام کامل کارکردهایش را می‌دهد ۳) حالتی از تعادل درون فردی و بین فرد و محیط فیزیکی و اجتماعی او تعریف شود.

## سلامت روان و بیماری روانی
براساس گفته مجله جراحی انگلستان (۱۹۹۹)، سلامت روان عملکرد موفقیت‌آمیز کارکردهای ذهنی است که منجر به فعالیت‌های مولد، روابط ارضاکننده با افراد دیگر و فراهم آوردن توانایی انطباق با تغییرات و مقابله با مشکلات می‌شود. اصطلاح بیماری روانی به‌طور کلی به کلیه اختلالات روانی (بیماری‌هایی که با تغییر در تفکر، خلق و خو یا رفتار همراه است و منجر به پریشانی یا اختلال عملکرد می‌شود) قابل تشخیص گفته می‌شود. سلامت روان و بیماری روانی به هم پیوسته هستند. افرادی که از سلامت روانی بهینه برخوردار هستند می‌توانند یک بیماری روانی هم داشته باشند و افرادی که هیچ بیماری روانی ندارند نیز می‌توانند از لحاظ روانی از وضعیت ضعیفی برخوردار باشند.
مشکلات بهداشت روانی ممکن است در اثر استرس، تنهایی، افسردگی، اضطراب، مشکلات ارتباطی، مرگ یک فرد عزیز، افکار خودکشی، اندوه، اعتیاد، اختلال کم‌توجهی-بیش‌فعالی، خودآزاری، اختلالات خلقی مختلف، معلولیت یادگیری یا سایر بیماری‌های روانی با درجات مختلف ایجاد شود. روان‌درمانگران، روانپزشکان، روانشناسان، مددکاران اجتماعی، پرستاران متخصص یا پزشکان خانواده می‌توانند با درمان‌هایی مانند روان درمانی، مشاوره یا دارو به مدیریت بیماری روانی کمک کنند.

## اهمیت
شواهدی از سازمان بهداشت جهانی (WHO) نشان می‌دهد که تقریباً نیمی از جمعیت جهان تحت تأثیر بیماری روانی هستند و بیماریشان بر عزت نفس، روابط و توانایی عملکرد آنها در زندگی روزمره تأثیر می‌گذارد. سلامت عاطفی فرد می‌تواند بر سلامت جسمی او اثر بگذارد. سلامت روانی ضعیف می‌تواند منجر به مشکلاتی از قبیل ناتوانی در تصمیم‌گیری مناسب و سوءمصرف مواد شود.
سلامت روانی خوب می‌تواند کیفیت زندگی را بهبود بخشد در حالی که سلامت روانی ضعیف می‌تواند آن را بدتر کند. به گفته ریچاردز، کامپانیا، و موز بورک، «شواهد در حال افزایشی وجود دارد که نشان می‌دهد توانایی‌های عاطفی با رفتارهای جامعه پسند مانند مدیریت استرس و سلامت جسمی در ارتباط است.» تحقیقات آنها همچنین نتیجه گرفت افرادی که فاقد ابراز عاطفی هستند، مستعد رفتارهای ضداجتماعی هستند (به عنوان مثال، سوء مصرف مواد مخدر و الکل، درگیری‌های جسمی، خرابکاری) که نشان‌دهنده وضعیت سلامت روان و احساسات سرکوب‌شده آنها است. بزرگسالان و کودکانی که با بیماری روانی روبرو هستند ممکن است انگ اجتماعی را تجربه کنند که این امر می‌تواند مشکلات را تشدید کند.